# Talanitoides habesor
Talanitoides habesor là một chi đơn loài nhện trong họ Gnaphosidae. Chúng được mô tả đầu tiên bởi G. Levy năm 2009. Loài này chỉ được tìm thấy ở Israel.